# 블라디보스토크 트램
블라디보스토크 트램(러시아어: Владивосто́кский трамва́й)은 러시아 프리모르스키 변경주 블라디보스토크에서 운행하고 있는 노면전차이자 러시아의 아시아 지역에서 가장 오래된 노면전차 시스템으로, 1912년 10월 9일 블라디보스토크 거리에서 처음 운행되기 시작했다.
2010년 7월 10일 이후로 블라디보스토크에서는 한개의 전차 노선(민니 고로도크-사할린스카야 거리)만이 운행되고 있다.

## 운행 정보
2017년 1월 23일 이후 트램 요금은 14 루블이다.
"민니 고로도크-사할린스카야 거리" 노선을 제외하고는 가공 전차선이 해체되었다. 2017년 8월 현재 알레우트스카야 거리(Алеутской улице, 역 남쪽), 스베틀란스카야(Светланской, 메탈리스토브 거리(улицы Металлистов)-카피타라 쉐프네라(Капитана Шефнера까지)에서 옛 전차 노선이 보존되고 있다.

## 노선 정보

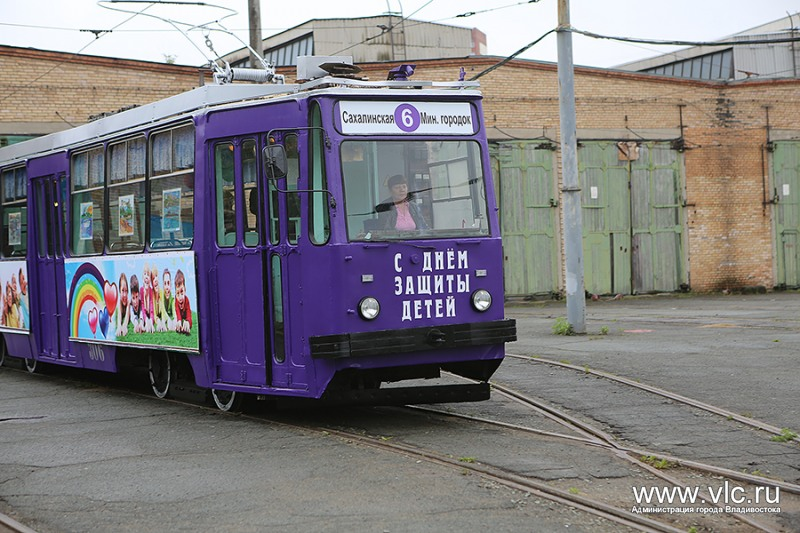
트램 LM-93, 306번 국도 6호선, 2016년 촬영

### 현재 노선
2017현재 유일하게 운행하고 있는 노선은 6호선(№ 6)이다. : 사할린스카야 거리(Ул. Сахалинская) - 민니 고로도크
2017년 8월 기준 운행 대수로는 주중 10대, 주말 10대이며, 운행 간격은 6~8분이다.

### 기존 노선
- № 1: 기차역(Вокзал) — 루고바야 거리(Луговая ул.)
- № 2: 기차역 — 라보차야 3가(3-я Рабочая ул.)
- № 3: 루고바야 거리(Луговая ул.) — 라보차야 3가(3-я Рабочая ул.)
- № 4: 사할린스카야 거리 — 기차역 (2010년 7월 10일 폐선)
- № 5: 기차역 — 민니 고로도크 (2007년 폐선)
- № 7: 기차역 — 발랴레바 거리(ул. Баляева) (2009년 7월 26일 폐선)
- № 8: 민니 고로도크 — 루고바야 거리(Луговая ул.)
- № 9: 사할린스카야 거리  — 루고바야 거리
- № 10: 발랴레바 거리  — 라보차야 3가

옛 전차 노선 사진
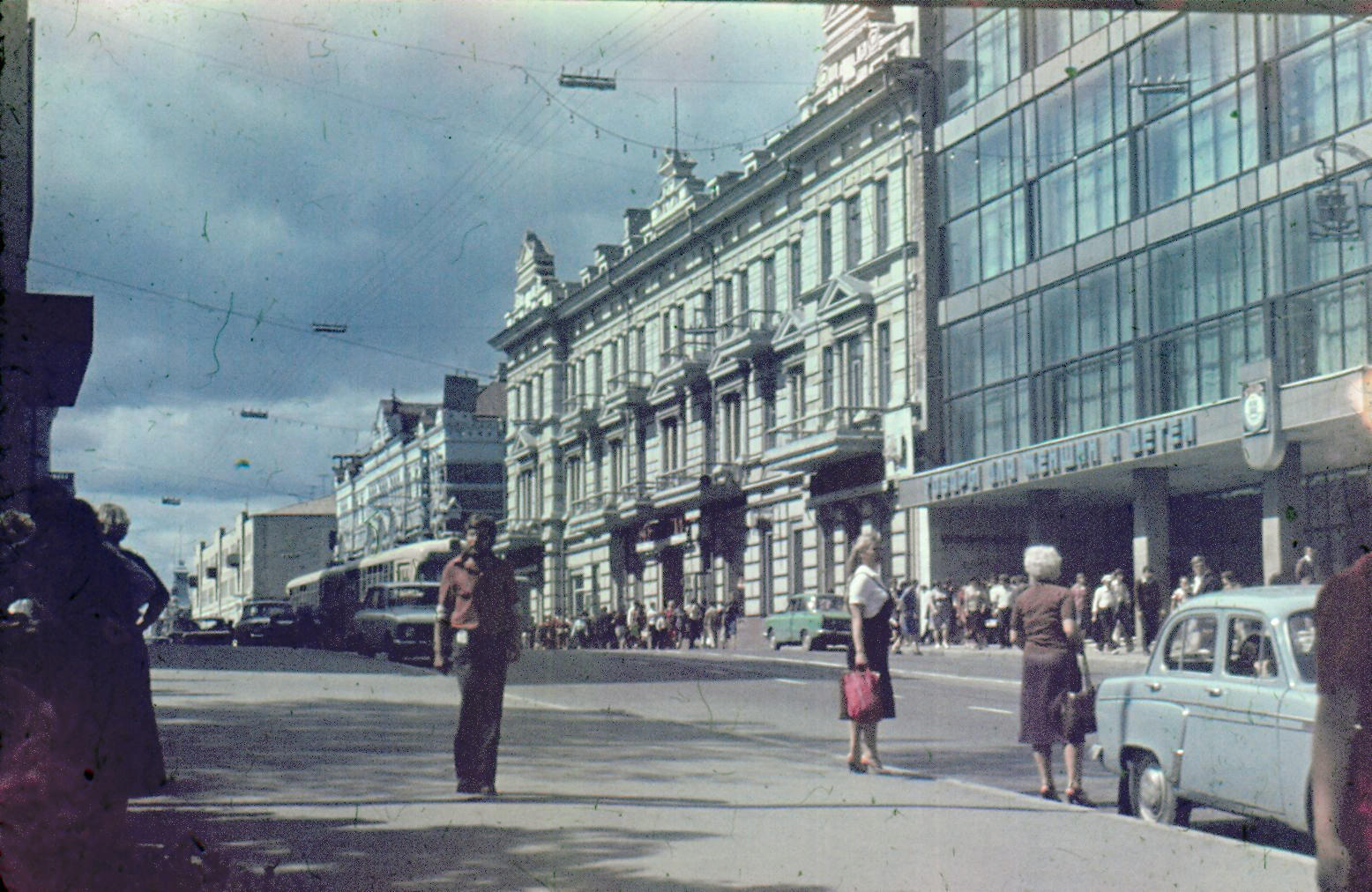
1982년, 스베틀란스카야 거리(Светланская улица, 당시 레닌스카야(Ленинская) 거리). 2대의 РВЗ-6이 같은 장소에 있다.
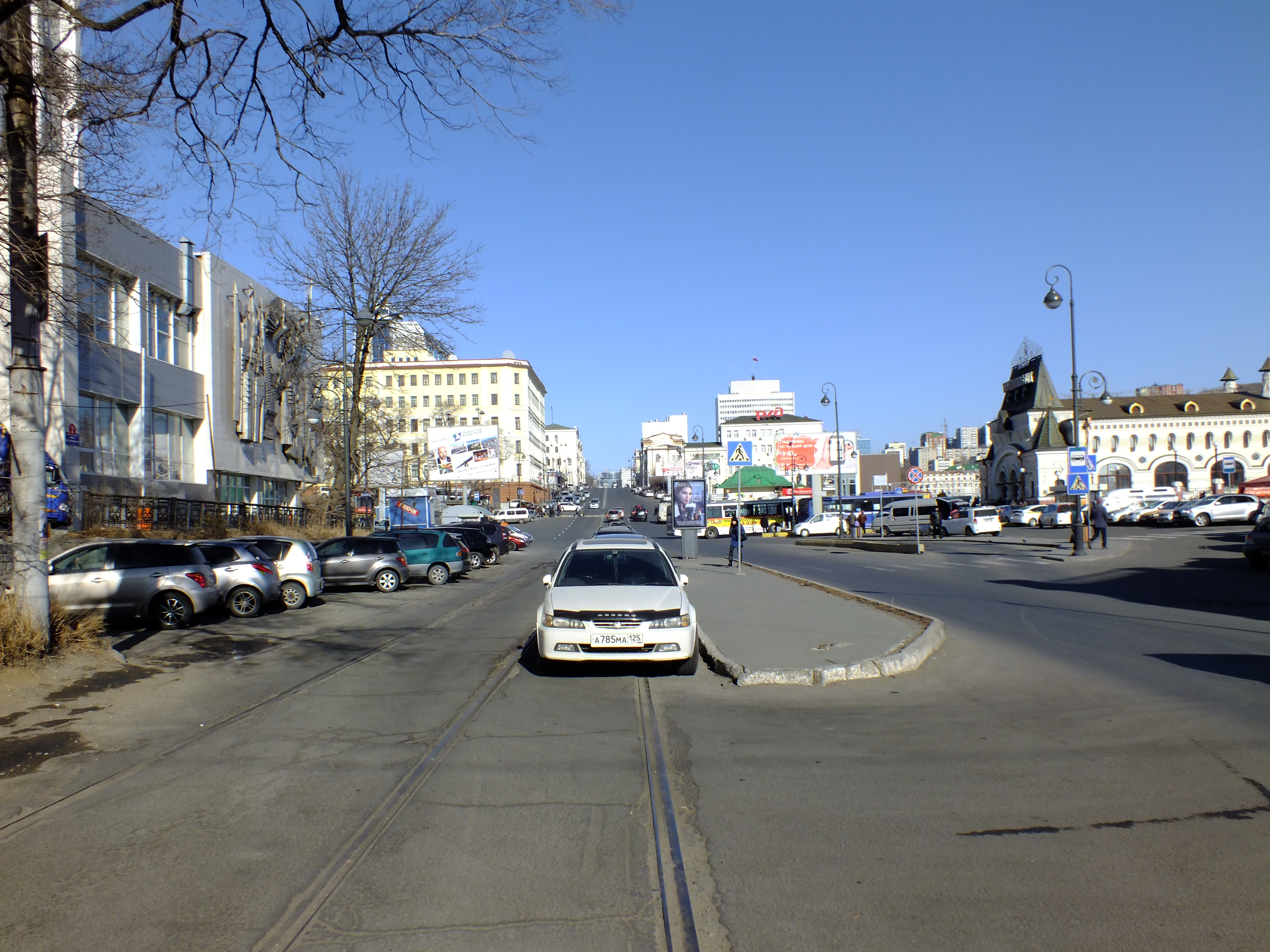
기차역 근처의 옛 트램 노선, 2016년 1월 촬영.
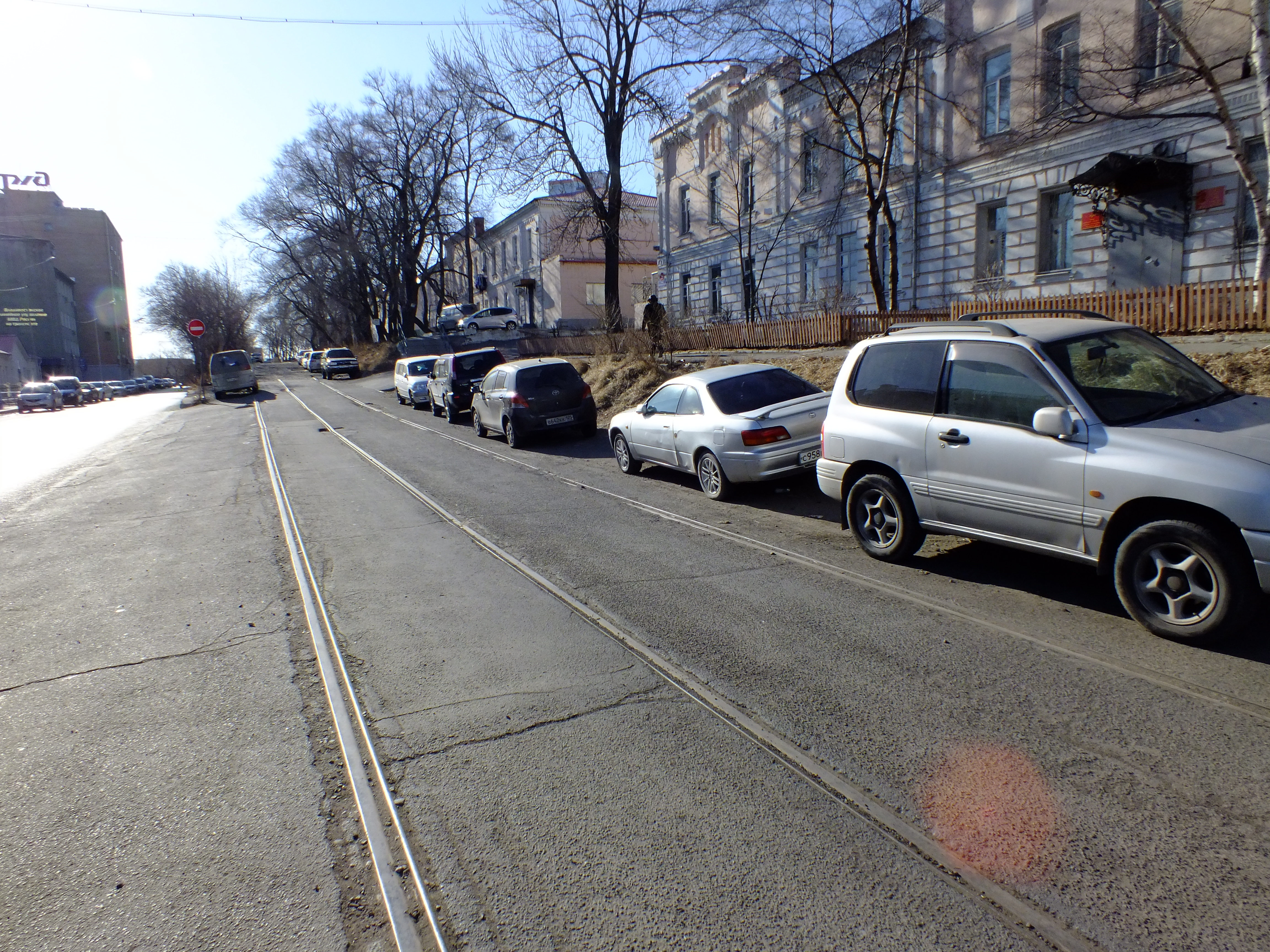
기차역 근처 옛 전차대 인근 트램 노선 2016년 1월 촬영.

## 철도 차량
2017년 10월 현재, 트램 공원(трампарк)에는 26대의 차량이 들어있다.
차량은 РВЗ-6М2, КТМ-5М3, 71-608К, ЛМ-93으로 구성된다. 전차는 1량으로 운행한다. 집전 장치로는 뷔겔을 사용한다.
| 유형    | 사진 | 차량대수 | 차량번호                                              | 참고                                                                        |
| ------- | ---- | -------- | ----------------------------------------------------- | --------------------------------------------------------------------------- |
| КТМ-5М3 |      | 7        | 280, 281, 284, 289, 293, 295, 297                     | 281, 289 - 운행되지 않음                                                    |
| РВЗ-6М2 |      | 4        | 221, 222, 229, 251                                    | 221 - 운행되지 않음, 222 - 예비 부품, 251 - 운행되지 않음                   |
| 71-608К |      | 11       | 301, 303, 304, 309, 311, 312, 313, 314, 315, 316, 318 | 301, 304 - 퇴역, 303, 311 - 운행되지 않음(더 이상 가지 않음) 312-?,316-교착 |
| ЛМ-93   |      | 4        | 298, 306, 317, 320                                    | 317 - 예비 부품(해당 유형의 차량을 위해 기증)                               |
| 합계    |      | 26       |                                                       |                                                                             |

## 같이 보기
- 블라디보스토크#교통
- 블라디보스토크 강삭철도